# Paul Louis Bret
Paul-Louis Bret (Montpellier, 26 septembre 1893 - Boulogne-Billancourt, 19 novembre 1972) a été directeur général de l’Agence France-Presse (AFP) de 1947 à 1950, après avoir fait partie sous l'occupation allemande de l'équipe rassemblée à Londres par la BBC, aux côtés de Jean Marin et Pierre Bourdan, pour ses émissions en français. 

## Biographie
Grand défenseur de la spécificité du travail d'agence, qui requiert des qualités d'esprit d'équipe, d'indépendance d'esprit et de rapidité, il parlait souvent du "glorieux" anonymat de l’agencier, "bénédictin de l’immédiat qui ne saurait attendre de son devoir anonyme que la satisfaction de l’avoir accompli". 
Il avait exprimé l'inquiétude des journalistes de l'AFP à la fin de la IVe République lorsque les troubles de la décolonisation ont généré une instabilité politique et la tentation pour les gouvernants d'influer sur les choix rédactionnels. "Le personnel, écrivait Paul-Louis Bret dans Réforme (30 octobre 1954), est inquiet… l'instabilité consécutive aux incidents politiques et aux changements de gouvernements affecte tous les collaborateurs».
Paul-Louis Bret avait critiqué le type de financement adopté par la loi de 1957 créant le statut d'indépendance de l'AFP mais fut favorable dans l'ensemble à un statut qui lui doit beaucoup, en particulier, la conception d'un Conseil supérieur chargé de veiller sur les obligations fondamentales de l'AFP: indépendance, neutralité, fiabilité de l'information.

## Publications
- Au feu des évènements, Plon, 1959.